# Ian Fleming Publications
Ian Fleming Publications es una compañía productora formada por Glidrose Productions Limited y Glidrose Publications Limited nombrada así con partes de los nombres de sus fundadores, John Gliddon y Norman Rose. 

## Libros de James Bond

### Por Ian Fleming
(Se emplean los títulos con que fueron publicadas en español en el 2003. La traducción del título puede variar en la edición hispanoamericana.)
| Nro. | Nombre | Año  |
| ---- | --- | ---- |
| 1    | Casino Royale | 1953 |
| 2    | Vive y deja morir | 1954 |
| 3    | Moonraker | 1955 |
| 4    | Diamantes para la eternidad | 1956 |
| 5    | Desde Rusia con amor | 1957 |
| 6    | Dr. No | 1958 |
| 7    | Goldfinger | 1959 |
| 8    | Solo para tus ojos (libro de cuentos) Una parte de cariño (1959) Panorama para matar (1960) Solo para tus ojos (1960) Máximo riesgo (1960) El extraño Hildebrand (1960) | 1960 |
| 9    | Operación Trueno | 1961 |
| 10   | El espía que me amó | 1962 |
| 11   | Al servicio secreto de su Majestad | 1963 |
| 12   | Solo se vive dos veces | 1964 |
| 13   | El hombre de la pistola de oro | 1965 |
| 14   | Octopussy (libro de cuentos) Alta tensión (1962) 007 en Nueva York (1964) - no publicado en español Octopussy (1966) Propiedad de una dama (1966)                       | 1966 |

#### Historias cortas
| For Your Eyes Only (1960)                 |                      |                  |
| Historia corta                            | Fecha de publicación | Publicación      |
| "For Your Eyes Only"                      | 1960                 |                  |
| "From a View to a Kill"                   | 1960                 |                  |
| "Quantum of Solace"                       | Mayo de 1959         | Cosmopolitan     |
| "Risico"                                  | 1960                 |                  |
| "The Hildebrand Rarity"                   | Marzo de 1960        | Playboy          |
| Octopussy and The Living Daylights (1966) |                      |                  |
| Historia corta                            | Fecha de publicación | Publicación      |
| "Octopussy"                               | Mazo/abril de 1966   | Playboy          |
| "The Living Daylights"                    | Junio de 1962        | Argosy           |
| "The Property of a Lady"                  | 1963                 | The Ivory Hammer |
| "007 in New York"                         | 1963                 | Thrilling Cities |

### Por Kingsley Amis (comoRobert Markham)
| - 1968 Colonel Sun (“El Coronel Sun” , Kingsley Amis (con el pseudónimo de Robert Markham); Plaza & Janés, 1969) |

### Por John Gardner
(Algunas se han publicado en español)
| - 1981 Licence Renewed - 1982 For Special Services - 1983 Icebreaker (“Operación Rompehielos” ; Grijalbo, 1984.) - 1984 Role of Honour (“Misión de honor” ; Grijalbo, 1986.) - 1986 Nobody Lives For Ever (“Nadie vive eternamente” ; Grijalbo, 1987.) - 1987 No Deals, Mr. Bond (“Muerte en Hong Kong” ; Grijalbo, 1988.) - 1988 Scorpius (“Scorpius” ; Planeta, 1989.) - 1989 Win, Lose or Die - 1989 Licence to Kill (“Licencia para matar” ; Planeta, 1989. [Novelización de la película del mismo título]) - 1990 Brokenclaw - 1991 The Man from Barbarossa - 1992 Death is Forever - 1993 Never Send Flowers - 1994 SeaFire - 1995 GoldenEye (“GoldenEye” ; Planeta, 1995. [Novelización de la película del mismo título]) - 1996 COLD |

### Por Raymond Benson
(Algunas se han publicado en español)
| - 1997 "Blast From the Past" (cuento) - 1997 Zero Minus Ten - 1997 Tomorrow Never Dies - 1998 The Facts of Death - 1999 "Midsummer Night's Doom" (cuento) - 1999 "Live at Five" (cuento) | - 1999 The World Is Not Enough (“El mundo nunca es suficiente” ;Plaza & Janés, 1999. [Novelización de la película del mismo título]) - 1999 High Time to Kill - 2000 Doubleshot - 2001 Never Dream of Dying - 2002 The Man with the Red Tattoo - 2002 Die Another Day (“Otro día para morir” ; Punto de lectura S.L., 2002. [Novelización de la película Muere Otro Día]) |

#### Historias cortas
| James Bond uncollected short stories por Raymond Benson |                      |             |
| Historia corta                                          | Fecha de publicación | Publicación |
| "Blast from the Past"                                   | January 1997         | Playboy     |
| "Midsummer Night's Doom"                                | January 1999         | Playboy     |
| "Live at Five"                                          | November 1999        | TV Guide    |

### Por Charlie Higson
(Algunas se han publicado en español)
| - 2005 SilverFin (Misión Silverfin:Las aventuras del joven James Bond; Destino,2006) - 2006 Blood Fever - 2007 Young Bond Book 3 - 2008 Young Bond Book 4 - 2009 Young Bond Book 5 |

### Novelizaciones
- La espía que me amó (1977) por Christopher Wood
- Moonraker (1979) por Christopher Wood
- Licencia para matar (1989) por John Gardner
- GoldenEye (1995) por John Gardner
- El mañana nunca muere (1997) por Raymond Benson
- The World Is Not Enough (1999) por Raymond Benson
- Die Another Day (2002) por Raymond Benson

## Otras publicaciones
- The Diamond Smugglers (1957) — Ian Fleming
- Thrilling Cities (1963) — Ian Fleming
- Chitty Chitty Bang Bang (1964) — Ian Fleming

## Obras no publicadas
Las siguientes son historias conocidas como escritas para Glidrose / Ian Fleming Publications, que sin embargo no fueron publicadas.
- Per Fine Ounce — novel by Geoffrey Jenkins circa 1966.
- "The Heart of Erzulie" — short story by Raymond Benson circa 2001-2002.